# Astro (UB40)

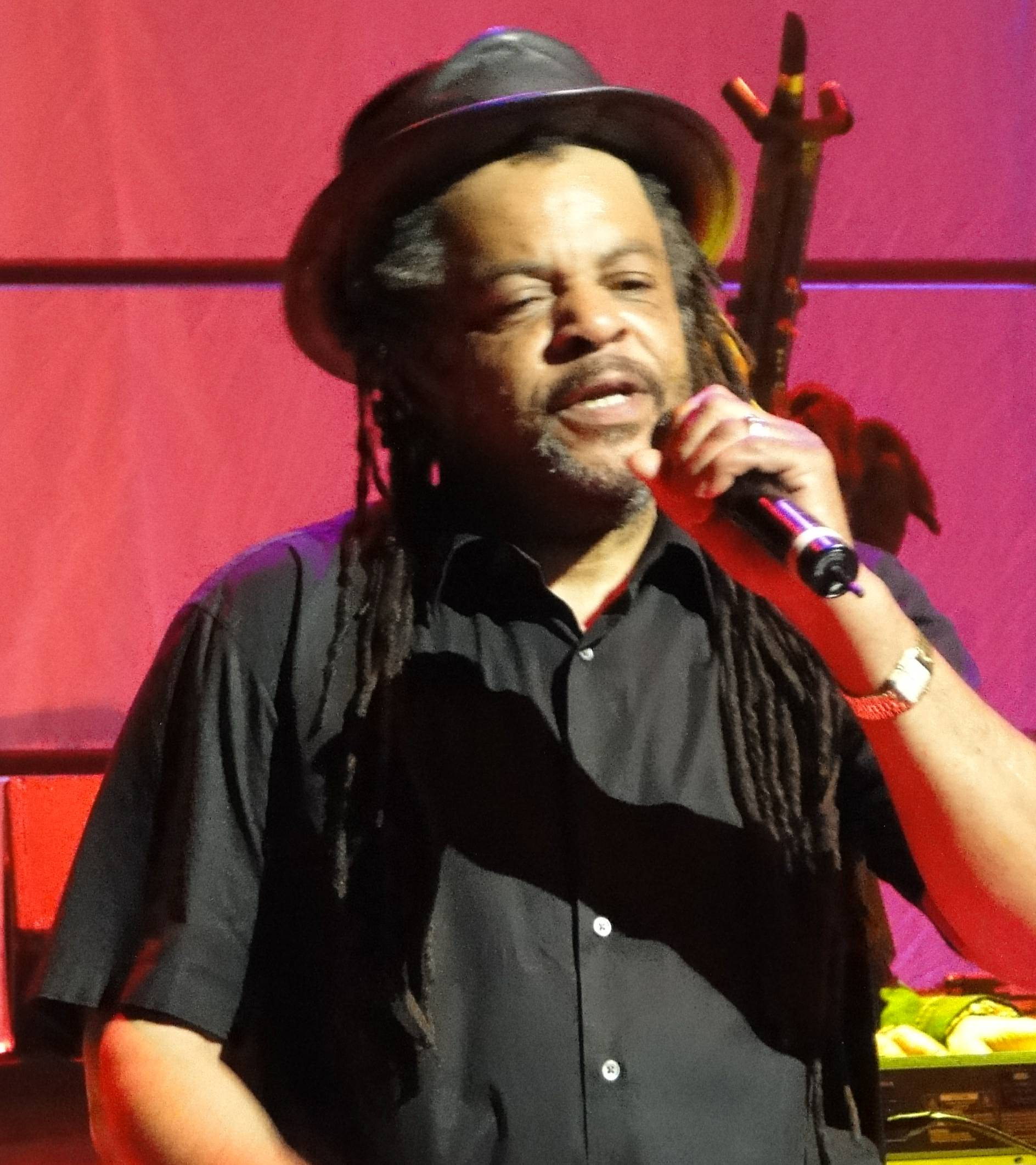
Terence 'Astro' Wilson bij een concert in Birmingham in oktober 2010

Terence Oswald Wilson (Birmingham, 24 juni 1957 - 6 november 2021) beter bekend onder zijn artiestennaam Astro, was een Brits-Jamaicaans muzikant. Hij was de trompettist en zanger van de reggaeband UB40.

## Biografie
Wilson begon echter als roadie; hij kondigde de band aan en mocht af en toe meedoen als praatzingende toaster. Dit beviel zo goed dat hij al snel een vaste plek kreeg als tweede zanger naast Ali Campbell; nummers die hij voor zijn rekening nam waren onder andere de tweede helft van Madame Medusa (een aanklacht tegen premier Thatcher), de rap in Red Red Wine en de #1-hit Rat In Mi Kitchen.         
In 2013 stapte Wilson uit UB40 dat al jaren gebukt ging onder een financieel wanbeleid en in zijn ogen "een stuurloos schip" was geworden. Hij heeft nog wel bijgedragen aan Getting Over the Storm met bewerkte countrysongs; een genre waar hij zich niet in kon vinden ondanks de enorme populariteit binnen de Afro-Caribische gemeenschap, hetgeen de aanleiding vormde om dit album op te nemen. Samen met de eerder opgestapte Campbell en toetsenist Michael Virtue vormde Wilson in 2014 een eigen UB40; optredens worden aangekondigd met vermelding van hun namen. Sinds eind 2018 bestond de kern uit Wilson en Campbell.
Op 6 november 2021 is Terrence Oswald Wilson (Astro) na een kort ziekbed overleden. Wat Wilson precies mankeerde, is niet bekendgemaakt. Hij was 64 jaar. Zijn laatste opnamen zijn te horen op het album Unprecedented. 